# 早指し将棋選手権
早指し将棋選手権（はやざししょうぎせんしゅけん）は、かつてテレビ東京で放送されていた『テレビ将棋対局』を舞台に争われていた、テレビ東京主催の将棋の棋戦である。
本項では早指し新鋭戦（はやざししんえいせん）についても記す。

## 歴史
東京12チャンネル（当時）で1968年に放送を開始した「早碁選手権戦」に続くような形で1972年8月に放送開始。以降、日曜の早朝番組として「早碁選手権戦」と共に長きに亘り放送され続けた。
原則として1手30秒未満（最終年度は1手20秒未満）の早指しという持ち時間ルールを採用。初期の頃は1年度2回開催であったが、1978年より年1回開催となった。1982年には新たに30歳以下の棋士などを対象とする早指し新鋭戦をスタートさせた。
2003年3月に棋戦及び放送を終了した。

## しくみ（最終年度）
持ち時間は40手目までは各5分（対局時計使用）で、切れたら1手1分未満。先手が41手目を封じ手にする。再開後は1手20秒未満で指すが、1分単位で各3回の考慮時間を任意に使用できる。
- 2001年度までの持ち時間は、40手目まで各10分、41手目以降1手30秒未満だった。

### 早指し新鋭戦
成績優秀の棋士15名（30歳以下）と女流棋士1名が参加するトーナメントにより争われた。

### 早指し将棋選手権
最終年度（2002年度、第36回）は予選が行われず、以下の基準で選抜された36名によるトーナメントであった。
1. 前回ベスト4
2. 新鋭戦決勝進出者2名
3. タイトル保持者
4. 過去10年の早指し選手権戦優勝者
5. 過去1年のタイトル戦登場者および棋戦優勝者
6. 竜王ランキング戦1組在籍者
7. 順位戦上位者16名
8. 永世称号呼称者
9. 1年間の成績優秀者

## 放送内容
毎度、司会の島田良夫アナウンサーの「テレビ将棋対局の時間でございます。朝のひと時を早指し将棋でお楽しみください。」という定番の台詞で番組が始まる。
週替わりで棋士が解説を、女流棋士が聞き手を務めた。また、盤側には棋譜読み上げと記録係がいて、ともに女流棋士が担当した。
放送時間が短いため、封じ手制を用いて時間を圧縮する。両対局者が40手目まで指した後、先手が41手目を封じる。ここまでは、放送されない。放送では、読み上げ係が40手目までの棋譜を読み、両対局者がそれにしたがって盤面に指し手を再現するところから始まる。そして、記録係が封じ手を明らかにして、対局再開となる。
放送時間の関係で、終盤の途中から終局近くまでの指し手は、読み上げと記録係が再現する盤面の映像に解説者と聞き手が音声をかぶせる編集で放送されることが多かった。
番組の最後に「今日の一手」というコーナーがあり、その日の対局の中から解説者が一手を選び、その手が指される1手前の局面を大盤に示して、次の一手が何であるかを出題した。ハガキを送って当選した視聴者への賞品は、棋士が揮毫した色紙や棋書、『将棋世界』誌、『将棋マガジン』誌などであった。

## 記録
- 早指し将棋選手権の最多優勝は大山康晴と米長邦雄の4回である。優勝3回で中原誠・加藤一二三・羽生善治、優勝2回で桐山清澄・有吉道夫・丸山忠久が続いていた。
- 早指し新鋭戦の最多優勝は深浦康市の4回である。優勝3回の者はおらず、脇謙二・塚田泰明・森内俊之・佐藤康光がそれぞれ2回優勝した。
- 早指し将棋選手権の決勝戦が同門対決になったのは第20回（1986年度）で、田中寅彦が中原誠を破って優勝した回のみである。二人とも高柳敏夫門下である。
- 早指し将棋選手権の決勝戦が師弟対決になったのは第2回（1973年度前期）と第12回（1978年度）で、大山康晴と有吉道夫が対局した。第2回は師の大山が優勝し、第12回は弟子の有吉が優勝した。
- 1993年度、深浦康市が、早指し新鋭戦優勝により早指し将棋選手権への出場権を獲得。早指し将棋選手権でも優勝。同一年度に両棋戦を全勝で制覇したのは、深浦のみ。
- 3連覇は早指し新鋭戦での深浦のみ。
- 第32回（1998年度）早指し将棋選手権の決勝（土佐浩司 - 森内俊之）は持将棋指し直しとなり、指し直しの結果、土佐が勝利して優勝した[注 1]。これが土佐にとっての唯一となる棋戦優勝である。
- この棋戦は、谷川浩司にとって唯一、（タイトル戦も含み）優勝経験のない棋戦であった。谷川本人も、自身の対局で出演した際に、番組の冒頭で語ったことがある[注 2]。
- 早指し新鋭戦は第16回（1997年度）から1名の女流枠が設けられ、同年度、女流枠から出場した清水市代が1回戦で久保利明に勝って2回戦（ベスト8）に進出した。これはテレビ（早指し）対局の公式戦における女流棋士の対男性棋士初勝利である。なお、清水は翌年度も1回戦で中川大輔に勝ち、2年連続でベスト8入りした。

## 歴代決勝結果
- 称号・段位は対局当時のもの。かっこ内の数字は、その時点での通算優勝回数。
- 早指し将棋選手権の第11回までは年度2回開催。第15回から第19回までの決勝は三番勝負で、結果は全て2勝0敗であった。

|          | 早指し将棋選手権 | 早指し将棋選手権       | 早指し将棋選手権 | 早指し将棋選手権   |  | 早指し新鋭戦                       | 早指し新鋭戦     | 早指し新鋭戦 | 備考                               |
| -------- | ---------------- | ---------------------- | ---------------- | ------------------ |  | ---------------------------------- | ---------------- | ------------ | ---------------------------------- |
| 年度     | 回               | 優勝                   | 勝敗             | 準優勝             |  | 回                                 | 優勝             | 準優勝       | 備考                               |
| 1972後期 | 1                | 中原誠名人             | ○                | 大山康晴王将       |  |                                    |                  |              |                                    |
| 1973前期 | 2                | 大山康晴九段           | ○                | 有吉道夫棋聖       |  |                                    |                  |              |                                    |
| 1973後期 | 3                | 中原誠名人 (2)         | ○                | 大山康晴九段       |  |                                    |                  |              |                                    |
| 1974前期 | 4                | 大山康晴十段 (2)       | ○                | 二上達也九段       |  |                                    |                  |              |                                    |
| 1974後期 | 5                | 米長邦雄八段           | ○                | 高島弘光七段       |  |                                    |                  |              |                                    |
| 1975前期 | 6                | 松田茂行八段           | ○                | 中原誠名人         |  |                                    |                  |              |                                    |
| 1975後期 | 7                | 大山康晴棋聖 (3)       | ○                | 大内延介八段       |  |                                    |                  |              |                                    |
| 1976前期 | 8                | 桐山清澄八段           | ○                | 関根茂八段         |  |                                    |                  |              |                                    |
| 1976後期 | 9                | 大山康晴十五世名人 (4) | ○                | 二上達也九段       |  | 大山、4回目の優勝（歴代1位タイ）。 |                  |              |                                    |
| 1977前期 | 10               | 加藤一二三棋王         | ○                | 真部一男五段       |  |                                    |                  |              |                                    |
| 1977後期 | 11               | 米長邦雄八段 (2)       | ○                | 森雞二八段         |  |                                    |                  |              |                                    |
| 1978     | 12               | 有吉道夫八段           | ○                | 大山康晴十五世名人 |  |                                    |                  |              |                                    |
| 1979     | 13               | 米長邦雄王位 (3)       | ○                | 森雞二八段         |  |                                    |                  |              |                                    |
| 1980     | 14               | 米長邦雄棋王 (4)       | ○                | 加藤一二三十段     |  | 米長、4回目の優勝（歴代1位タイ）。 |                  |              |                                    |
| 1981     | 15               | 加藤一二三十段 (2)     | ○○               | 高島弘光七段       |  |                                    |                  |              |                                    |
| 1982     | 16               | 真部一男七段           | ○○               | 米長邦雄棋王       |  | 1                                  | 田中寅彦六段     | 小林健二六段 |                                    |
| 1983     | 17               | 桐山清澄八段 (2)       | ○○               | 森安秀光八段       |  | 2                                  | 塚田泰明五段     | 高橋道雄五段 |                                    |
| 1984     | 18               | 森安秀光八段           | ○○               | 高橋道雄六段       |  | 3                                  | 脇謙二五段       | 神谷広志五段 |                                    |
| 1985     | 19               | 中原誠名人 (3)         | ○○               | 加藤一二三九段     |  | 4                                  | 脇謙二六段 (2)   | 島朗五段     |                                    |
| 1986     | 20               | 田中寅彦八段           | ○                | 中原誠名人         |  | 5                                  | 小野修一五段     | 森下卓四段   |                                    |
| 1987     | 21               | 有吉道夫九段 (2)       | ○                | 森下卓五段         |  | 6                                  | 塚田泰明七段 (2) | 森下卓五段   |                                    |
| 1988     | 22               | 森雞二王位             | ○                | 南芳一王将         |  | 7                                  | 森内俊之四段     | 羽生善治五段 |                                    |
| 1989     | 23               | 南芳一棋王             | ○                | 中原誠棋聖         |  | 8                                  | 森内俊之四段 (2) | 羽生善治五段 |                                    |
| 1990     | 24               | 加藤一二三九段 (3)     | ○                | 羽生善治前竜王     |  | 9                                  | 佐藤康光五段     | 森内俊之五段 |                                    |
| 1991     | 25               | 森内俊之五段           | ○                | 加藤一二三九段     |  | 10                                 | 佐藤康光五段 (2) | 森下卓六段   |                                    |
| 1992     | 26               | 羽生善治竜王           | ○                | 脇謙二七段         |  | 11                                 | 小林宏五段       | 佐藤康光六段 |                                    |
| 1993     | 27               | 深浦康市四段           | ○                | 羽生善治棋聖       |  | 12                                 | 深浦康市四段     | 豊川孝弘四段 | 深浦、両棋戦で通し優勝。           |
| 1994     | 28               | 小林健二八段           | ○                | 谷川浩司王将       |  | 13                                 | 畠山成幸五段     | 丸山忠久五段 |                                    |
| 1995     | 29               | 羽生善治竜王・名人 (2) | ○                | 南芳一九段         |  | 14                                 | 行方尚史五段     | 丸山忠久六段 | （羽生、優勝の13日後に七冠達成。） |
| 1996     | 30               | 村山聖八段             | ○                | 田村康介四段       |  | 15                                 | 鈴木大介四段     | 阿部隆六段   |                                    |
| 1997     | 31               | 郷田真隆六段           | ○                | 羽生善治四冠       |  | 16                                 | 藤井猛六段       | 鈴木大介五段 |                                    |
| 1998     | 32               | 土佐浩司七段           | ○                | 森内俊之八段       |  | 17                                 | 野月浩貴四段     | 久保利明六段 |                                    |
| 1999     | 33               | 藤井猛竜王             | ○                | 谷川浩司棋聖       |  | 18                                 | 深浦康市六段 (2) | 北浜健介六段 |                                    |
| 2000     | 34               | 丸山忠久名人           | ○                | 羽生善治五冠       |  | 19                                 | 深浦康市六段 (3) | 久保利明六段 |                                    |
| 2001     | 35               | 丸山忠久名人 (2)       | ○                | 屋敷伸之七段       |  | 20                                 | 深浦康市七段 (4) | 行方尚史六段 | 深浦、早指し新鋭戦3連覇。          |
| 2002     | 36               | 羽生善治竜王 (3)       | ○                | 藤井猛九段         |  | 21                                 | 山崎隆之五段     | 北浜健介六段 |                                    |